# Simulium djallonense
Simulium djallonense es una especie de insecto del género Simulium, familia Simuliidae, orden Diptera.
Fue descrita científicamente por Roubaud & Grenier, 1943.